# Semur-en-Vallon
Semur-en-Vallon ist eine französische Gemeinde mit 432 Einwohnern (Stand: 1. Januar 2022) im Département Sarthe in der Region Pays de la Loire. Sie gehört zum Arrondissement Mamers und zum Kanton Saint-Calais (bis 2015: Kanton Vibraye). Die Einwohner werden Semurois genannt.

## Geographie
Semur-en-Vallon liegt etwa 38 Kilometer östlich von Le Mans am Ufer des kleinen Flusses Longuève. Umgeben wird Semur-en-Vallon von den Nachbargemeinden Lavaré im Norden, Vibraye im Osten und Nordosten, Berfay im Südosten, Conflans-sur-Anille und Montaillé im Süden, Condrecieux im Süden und Südwesten sowie Dollon im Westen.

## Bevölkerungsentwicklung
| Jahr                      | 1962 | 1968 | 1975 | 1982 | 1990 | 1999 | 2006 | 2013 |
| Einwohner                 | 451  | 402  | 413  | 438  | 429  | 441  | 473  | 441  |
| Quelle: Cassini und INSEE |      |      |      |      |      |      |      |      |

## Sehenswürdigkeiten
- Kirche Saint-Martin
- Schloss Semur-en-Vallon aus dem 15./16. Jahrhundert, Monument historique
- Friedensmuseum
- Eisenbahnmuseum Muséotrain de Semur-en Vallon

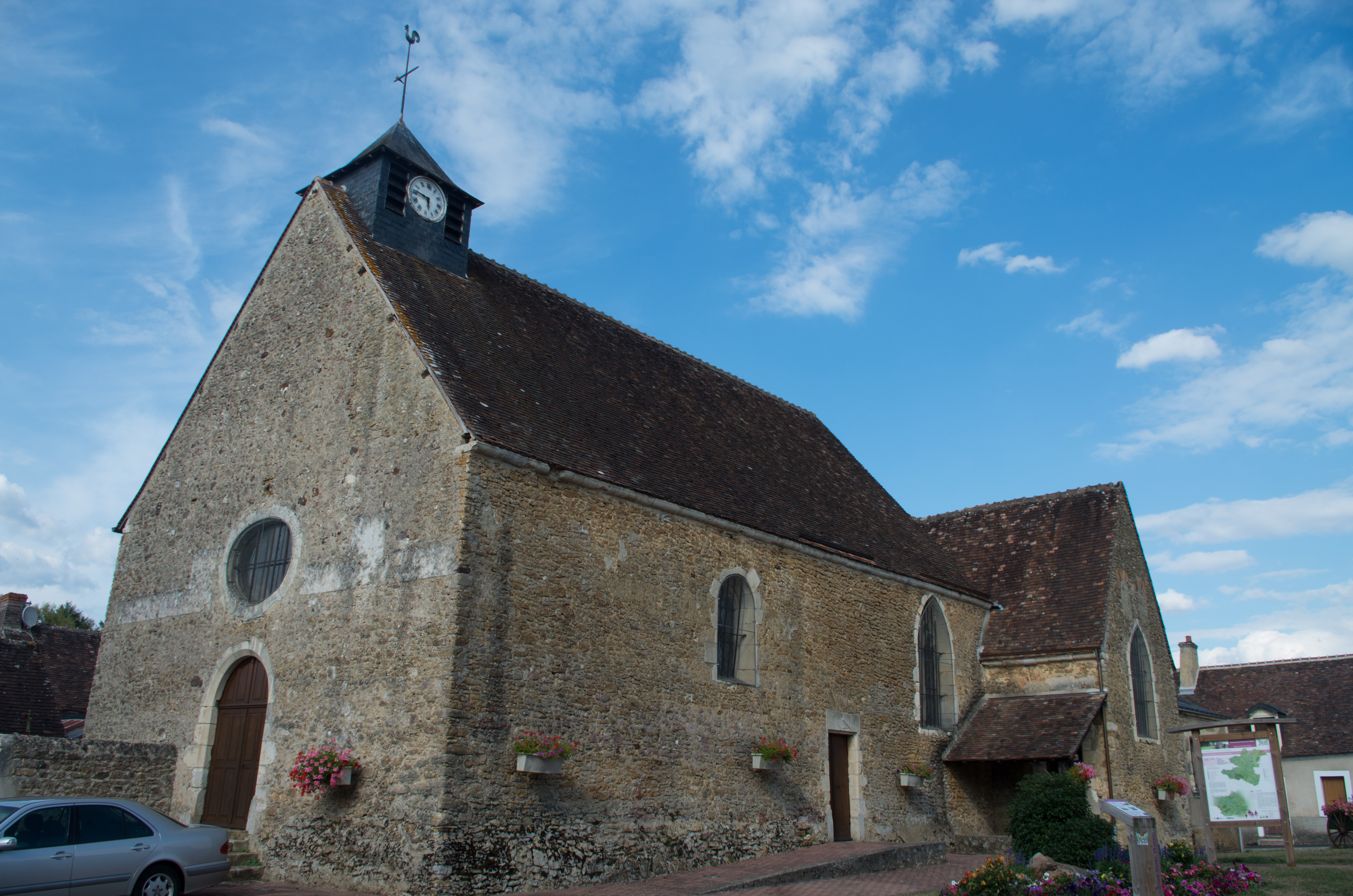
Kirche Saint-Martin
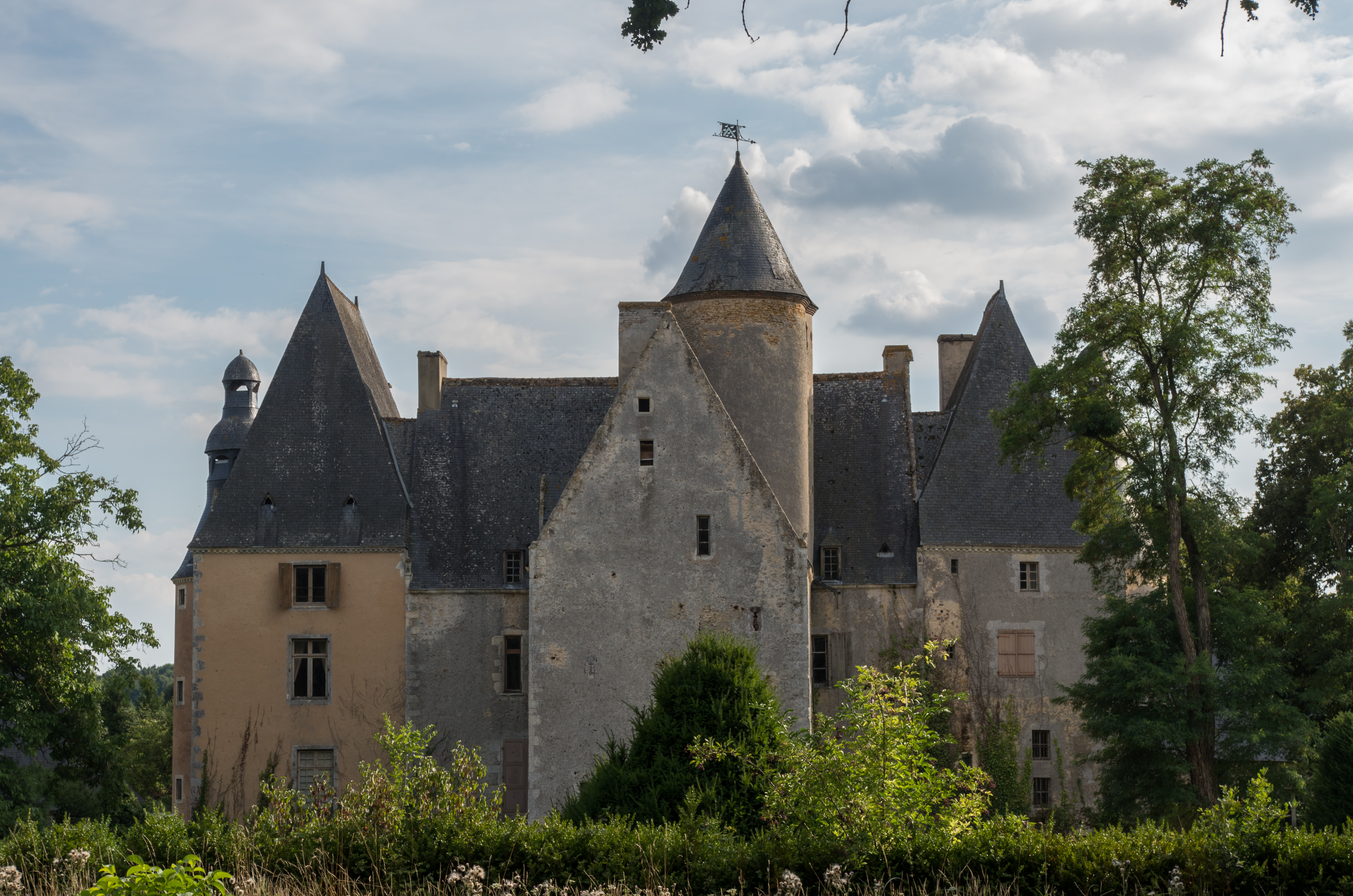
Schloss Semur-en-Vallon

## Gemeindepartnerschaften
Mit der deutschen Gemeinde Wagenfeld in Niedersachsen (über den ehemaligen Kanton Vibraye) besteht eine Partnerschaft.